# Bixad (Satu Mare)
Bixad es una comuna ubicada en el distrito de Satu Mare, Rumania.

## Superficie
Posee una superficie de 77,33 kilómetros cuadrados.

## Demografía
Hasta 2021 la población era de 6368 habitantes, con una densidad de población de 82,35 habitantes por kilómetro cuadrado.